# Мюллер-Шталь, Армин
А́рмин Мю́ллер-Шталь (нем. Armin Müller-Stahl; род. 17 декабря 1930) — немецкий актёр, лауреат многочисленных мировых кинонаград и номинант на премию «Оскар» (1997).

## Биография

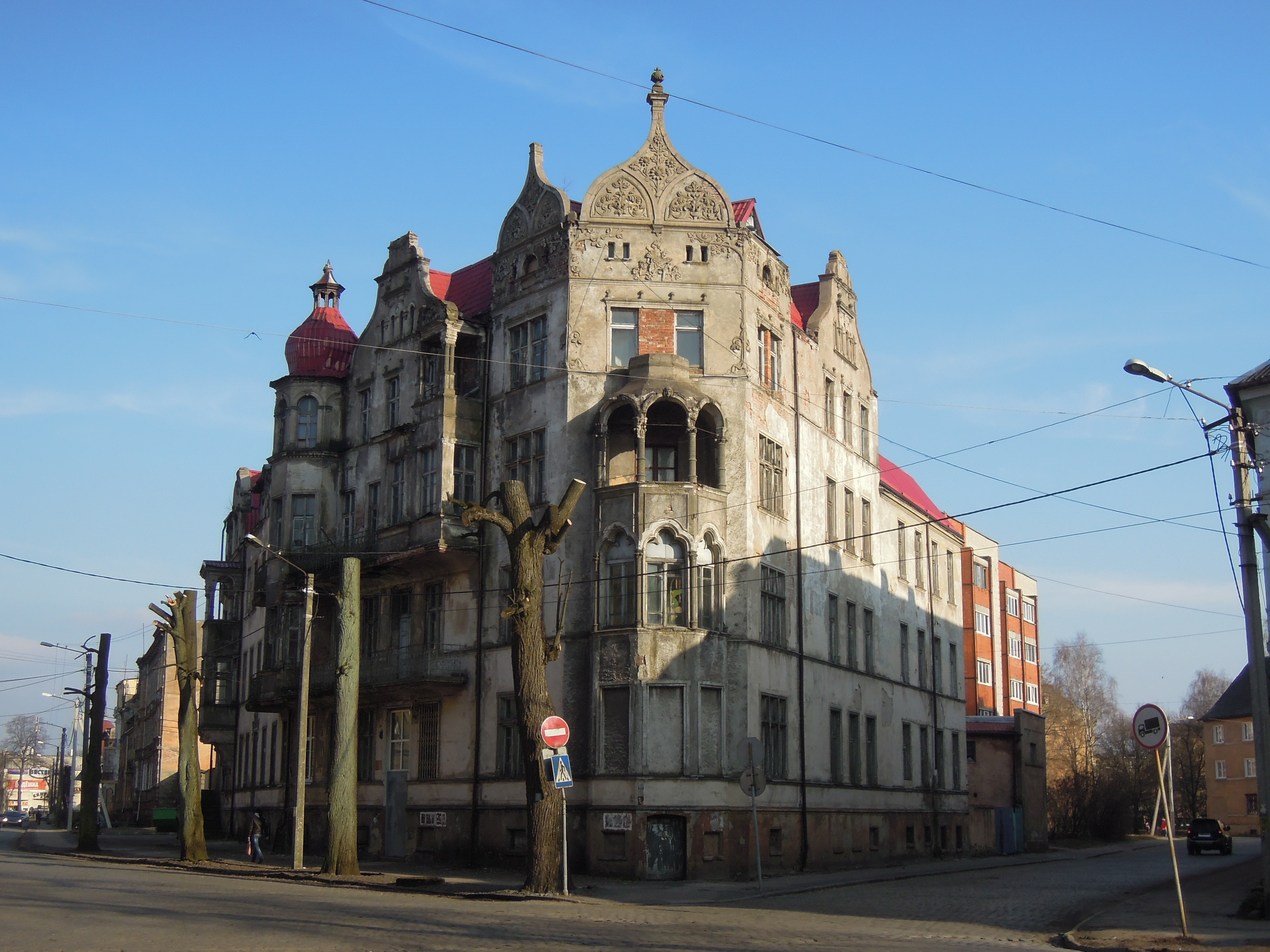
Дом, в котором родился Армин Мюллер-Шталь

Родился 17 декабря 1930 года в Тильзите, Восточная Пруссия, Германия (ныне — Советск Калининградской области России) в многодетной семье банковского служащего.
В 1949 году в Берлине окончил консерваторию по специальности учитель музыки. С 1952 года играл на сцене берлинских театров. В 1960 году началась его карьера в кино: после роли в фильме Франка Байера «Пять патронных гильз» о Гражданской войне в Испании Мюллер-Шталь встречался с Фиделем Кастро и Эрнесто Че Гевара. Стал лауреатом государственной премии ГДР за исполнение роли офицера госбезопасности в сериале «Das unsichtbare Visier» («Невидимое забрало», хотя в советское время встречался иной перевод названия сериала с немецкого языка — «Скрытая камера»). В результате зрительских опросов 5 раз подряд был назван лучшим актёром. За время своей карьеры в ГДР сыграл более чем в 60 фильмах.

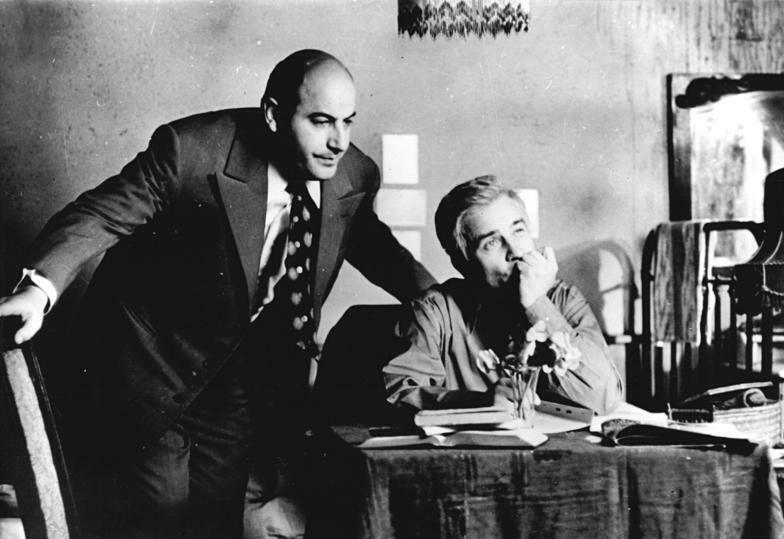
Армин Мюллер-Шталь (справа) и Манфред Круг в театральной пьесе 1971 года

В 1976 году Армин Мюллер-Шталь подписал открытое письмо протеста против лишения гражданства ГДР барда Вольфа Бирмана, после чего его всё реже стали снимать в кино. В 1980 году эмигрировал в Западный Берлин.
На Западе он играл у известных режиссёров в картинах «Лола» и «Тоска Вероники Фосс» Райнера Вернера Фасбиндера, «Любовь в Германии» Анджея Вайды, «Полковник Редль» Иштвана Сабо.
В конце 1980-х Мюллер-Шталь получил приглашение в Голливуд. Сыграл роль отца еврейского семейства в картине Барри Левинсона «Авалон» (1990). В 1991 году снимался в фильмах Стивена Содерберга «Кафка» и Джима Джармуша «Ночь на Земле», где он выступил в роли таксиста-эмигранта из Восточной Германии. В 1996 году состоялся режиссёрский дебют Мюллер-Шталя — фильм «Разговор с чудовищем». В том же году снялся в драме «Блеск», за который был номинирован на премию «Оскар» за лучшую мужскую роль второго плана.
Одни из его последних работ — «вор в законе» в фильме Дэвида Кроненберга «Порок на экспорт» (2007) и роль в российском военном сериале Александра Буравского «Ленинград» о блокаде Ленинграда.
В декабре 2011 года Армин Мюллер-Шталь впервые с 1938 года посетил свой родной город, где ему было присвоено звание почётного гражданина Советска (бывшего Тильзита).

## Избранная фильмография
| Год       |    | Русское название                       | Оригинальное название            | Роль                                  |
| --------- | -- | -------------------------------------- | -------------------------------- | ------------------------------------- |
| 1960      | ф  | Пять патронных гильз                   | Fünf Patronenhülsen              | Пьер Жиро, француз, боец Интербригады |
| 1962      | ф  | Королевские дети                       | Königskinder                     | Михаэль                               |
| 1963      | ф  | Голый среди волков                     | Nackt unter Wölfen               | Андре Хофель                          |
| 1964      | ф  | Прелюдия 11                            | Preludio 11                      | лейтенант Рамон Кинтана               |
| 1969      | ф  | Смертельная ошибка                     | Tödlicher Irrtum                 | Крис Ховард                           |
| 1973—1976 | с  | Невидимый прицел                       | Das unsichtbare Visier           | Вернер Бредебуш                       |
| 1974      | ф  | Якоб-лжец                              | Jakob, der Lügner                | Роман Штамм                           |
| 1976      | ф  | Гвоздики в целлофане                   | Nelken in Aspik                  | Вольфганг Шмидт                       |
| 1976      | с  | —                                      | Die Lindstedts                   | Людвиг «Паганини» Лохреншейд          |
| 1977      | ф  | Побег                                  | Die Flucht                       | Шмидт                                 |
| 1981      | ф  | Лола                                   | Lola                             | Бом                                   |
| 1982      | ф  | Тоска Вероники Фосс                    | Die Sehnsucht der Veronika Voss  | Макс Ребейн                           |
| 1983      | ф  | Раненый человек                        | L’homme blesse                   | отец Анри                             |
| 1983      | ф  | Любовь в Германии                      | Eine Liebe in Deutschland        | Майер                                 |
| 1985      | ф  | Полковник Редль                        | Redl ezredes                     | наследник престола                    |
| 1987      | с  | Америка                                | AmeriKa                          | русский генерал Петр Саманов          |
| 1988      | ф  | Полуночный полицейский                 | Killing Blue                     | инспектор Алекс Гласс                 |
| 1989      | ф  | Музыкальная шкатулка                   | Music Box                        | Майк Ласло                            |
| 1990      | ф  | Авалон                                 | Avalon                           | Сэм Кричински                         |
| 1991      | ф  | Ночь на Земле                          | Night on Earth                   | Хельмут Грокенбергер                  |
| 1991      | ф  | Кафка                                  | Kafka                            | Грубах                                |
| 1992      | ф  | Уц                                     | Utz                              | барон Каспар Иоаким Уц                |
| 1993      | ф  | Дом духов                              | The House of the Spirits         | Северо-дель-Валье                     |
| 1996      | ф  | Блеск                                  | Shine                            | Питер                                 |
| 1996      | ф  | Лесной царь                            | Der Unhold                       | граф фон Кальтенборн                  |
| 1997      | тф | 12 разгневанных мужчин                 | 12 Angry Men                     | присяжный №4                          |
| 1997      | ф  | Игра                                   | The Game                         | Энсон Баэр                            |
| 1997      | ф  | Миротворец                             | The Peacemaker                   | Дмитрий Вертиков                      |
| 1998      | ф  | Секретные материалы: Борьба за будущее | The X Files                      | Конрад Страгхольд                     |
| 1999      | ф  | Тринадцатый этаж                       | The Thirteenth Floor             | Хэннон Фуллер / Грирсон               |
| 1999      | ф  | Третье чудо                            | The Third Miracle                | Вернер                                |
| 1999      | ф  | Якоб-лжец                              | Jakob the Liar                   | доктор Киршбаум                       |
| 2000      | ф  | Миссия на Марс                         | Mission to Mars                  | Рэй Бек                               |
| 2001      | с  | Семья Манн — Столетний роман           | Die Manns - Ein Jahrhundertroman | Томас Манн                            |
| 2004      | ф  | Фабрика пыли                           | The Dust Factory                 | дедушка Рэндольф                      |
| 2006      | ф  | Истинный цвет                          | Local Color                      | Николай Серов                         |
| 2007      | ф  | Порок на экспорт                       | Eastern Promises                 | Семён                                 |
| 2007      | с  | Ленинград                              | Ленинград                        | фельдмаршал фон Лееб                  |
| 2009      | ф  | Интернэшнл                             | The International                | Вильгельм Векслер                     |
| 2009      | ф  | Ангелы и демоны                        | Angels & Demons                  | кардинал Стросс                       |
| 2015      | ф  | Рыцарь кубков                          | Knight of Cups                   | Зетлингер                             |

## Награды и номинации
| Награда                        | Год  | Категория                                      | Название работы | Результат |
| ------------------------------ | ---- | ---------------------------------------------- | --------------- | --------- |
| Оскар                          | 1997 | Лучшая мужская роль второго плана              | Блеск           | Номинация |
| Берлинский кинофестиваль       | 1992 | Лучшая мужская роль                            | Уц              | Победа    |
| Берлинский кинофестиваль       | 1997 | Золотая камера                                 | н/д             | Победа    |
| Берлинский кинофестиваль       | 2011 | Почётный «Золотой медведь»                     | н/д             | Победа    |
| Премия Гильдии киноактёров США | 1997 | Лучший актёрский состав в игровом кино         | Блеск           | Номинация |
| Спутник                        | 1997 | Лучшая мужская роль второго плана в кинофильме | Блеск           | Победа    |